# Lybia tessellata
Lybia tessellata es una especie de crustáceo decápodo de la familia Xanthidae.
Su nombre común es cangrejo pom pom o cangrejo boxeador.

## Morfología
Tiene un caparazón de forma trapezoide con un patrón característico, que consiste en polígonos de color rojo-marrón sobre fondo blanco, separados por líneas negras. Todo su cuerpo está recubierto de un exoesqueleto o cutícula fuertemente calcificado, que le brinda protección. Las patas están bandeadas con líneas horizontales oscuras y moteadas con puntos blancos.
La especie, aparte del dibujo de su caparazón, se distingue por tener las pinzas pequeñas y alargadas, con 8 o 9 espinas, que utiliza para atrapar anémonas de los géneros Bunodeopsis o Triactis. Estas pequeñas anémonas tienen cnidocitos muy urticantes en sus tentáculos, que sirven al cangrejo para atrapar presas o como defensa; su agente tóxico es resistente a productos químicos y al tratamiento térmico, motivo que disuará a los depredadores de intentar comérselas. El resultado es que pareciera que el cangrejo porta un pom pom en cada pinza, de ahí uno de sus nombres comunes.
Es una especie muy pequeña, el tamaño total del cuerpo alcanza unos 2,5 cm.

## Alimentación
Su dieta es detrítica y se alimenta de pequeños crustáceos y algas.

## Reproducción
Como en la mayoría de braquiuros, la luz y la temperatura son los principales factores medioambientales que determinan la actividad reproductiva. La hembra incuba los huevos, de color rojo, en su abdomen. El ciclo de vida comienza con una fase larval planctónica. Según madura la larva, tiene una serie de mudas que le permiten crecer y finalizar el proceso de maduración.

## Hábitat y distribución
Habita en arrecifes y sobre rocas. Camuflados en especies de corales duros y blandos, o esponjas.
Se distribuye en el océano Indo-Pacífico, desde la costa oriental africana hasta la Polinesia francesa.